# Zvika Szternfeld
Cwika (Zvika, Henryk) Szternfeld (hebr. צביקה שטרנפלד; ur. 6 maja 1955 we Wrocławiu) – izraelski poeta, tłumacz i psycholog.

## Życiorys
Urodził się we Wrocławiu w rodzinie polskich Żydów. Wyemigrował do Izraela w 1957, jako nastolatek mieszkał w Belgii i Niemczech, dziś żyje w Hajfie.
Wykłada psychologię, specjalizuje się m.in. w kwestiach międzykulturowości i migracji. Zajmuje się również terapiami grupowymi i doradztwem rodzinnym.
Zna 10 języków, w tym polski. W Izraelu wydano jego tłumaczenia wierszy z angielskiego, francuskiego, polskiego i amharskiego. 

## Twórczość
Jest autorem dziewięciu tomików poezji. Jego wiersze określane są jako bezczelne, ale pełne niezwykłej siły lirycznej. Charakteryzują się rytmicznością, ciepłem i humorem. Jego poezja na pozór wydaje się lekka, ale na głębszym poziomie wiersze przedstawiają wzruszający obraz ludzkiej kondycji i sytuacji człowieka w skomplikowanym świecie globalnej polityki.
- 1989 Spokojne piosenki w Programie Trzecim – Dziennik rezerwisty (hebr. Szirim Szketim be-Reszet Gimel – Joman Miluim)
- 1992 Marikza z Guwari (hebr. Ha-Markiza Mi-Guwari)
- 1995 Kantoralne pieśni Bacha (hebr. Pirkej Ha-Hazanut Szel Bach)
- 2003 Uciekinierzy czasu (hebr. Plitim Szel Zman)
- 2008 Skroń samotności (hebr. Rakata Szel Ha-Bdidut – Szirim 1977-2007)
- 2009 Dusze brzemienne (hebr. Mefazer Ha-Zchuchit). Tomik ten nagrodzony został prestiżową nagrodą Akum. Pierwsza część tomiku opowiada historię miłosną między żydowskim mężczyzną a arabską kobietą, a druga prezentuje wiersze inspirowane światem arabskich kobiet.
- 2011 Na progu Arki (hebr. Al saf Ha-Teiwa)
- 2012 Buru (hebr. Buru)
- 2014 Bóg to znajomy z czasów studenckich (hebr. Elohim Hu Makar Me-ha-Tkufa Ha-Studentialit)